# Peperina (canción)
Peperina es una canción de la banda argentina de rock Serú Girán que aparece como la primera pista del álbum homónimo del año 1981. Es uno de los mayores éxitos de la banda y tiene un contexto interesante.

## Composición
Peperina es una canción progresiva que comienza y los otros instrumentos van apareciendo poco a poco. La canción se va acelerando con el tiempo y contiene solos de sintetizador. Fue compuesta principalmente por el pianista y vocalista Charly García.
La letra cuenta la historia de una chica llamada Peperina quien en realidad es Patricia Perea, una periodista de rock nacida en Córdoba que trabajaba en la revista Expreso Imaginario. Criticó una actuación de la banda en Córdoba por lo que, sin poder aceptar las críticas y en forma de represalia, Charly escribió una canción que la presenta como una groupie despechada.

## Muerte de Peperina
Patricia Perea falleció a los 56 años de edad el 19 de septiembre de 2016 en Córdoba, su lugar natal.

## Créditos
- Charly García: Teclados (pianos y sintetizadores) y voz principal
- David Lebón: Guitarra eléctrica y voces
- Pedro Aznar: Bajo eléctrico
- Oscar Moro: Batería y percusiones

- Datos: Q30907419